# 張淵 (成化進士)
張淵（1429年—？），字宗本，應天府江寧縣人，明朝政治人物。進士出身。

## 生平
順天府鄉試第八名。成化二年（1466年）丙戌科會試第一百五十三名，殿試登進士第二甲第三十一名。

## 家族
曾祖張谷英。祖父張公亮。父亲張顥。